# Casa natal de Charles de Gaulle
La casa natal de Charles de Gaulle es ahora un museo en Lille, una ciudad localizada en el norte de Francia. Anteriormente, este museo era la casa de los abuelos maternos de Charles de Gaulle, donde este último nació en 1890.
Abierta al público desde 1983, esta casa es monumento histórico desde 1989 y esta etiquetada como Casa de Ilustres desde 2011. El ahora museo se encuentra ubicado en el barrio Vieux-Lille, el museo recibe cada año entre 11,000  y 12,000 visitantes.

## Historia
Charles de Gaulle nació en el número 9 de la calle Princesse en la ciudad francesa de Lille (barrio de Vieux-Lille), el 22 de noviembre de 1890).   Como era la costumbre de la época, su nacimiento tuvo lugar en la casa de sus abuelos maternos, Jules-Émile et Julia Maillot (empresarios en el sector textil). El mismo día, fue bautizado en la iglesia de Saint-André que se encuentra en la calle Royale.
La casa natal era una hermosa mansión de una familia de la clase burguesa media de la Región Norte, la cual fue adquirida por una asociación de amigos del general De Gaulle en 1961 y después donada a la Fundación Charles de Gaulle.
Esta casa, ahora convertida en museo, el cual es administrado por la Fundación y en el que podemos apreciar exposiciones temporales, abrió sus puertas al público en 1983.
El inmueble fue postulado monumento histórico el 15 de junio de 1989, y finalmente clasificado en la categoría el 22 de noviembre de 1990. En la actualidad es un memorial que recorre el trayecto militar y político de Charles de Gaulle y nos ayuda a comprender las diferentes etapas de la vida del General , sus orígenes, su nacimiento en Lille, su infancia, su educación, sus vínculos con la región (por ejemplo su servicio militar en Arras o su matrimonio en Calais con Yvonne Vendroux oriunda del lugar.).
En 1995, la Fundación Charles de Gaulle emprendió trabajos de reacondicionamiento de casa natal con el objetivo de remodelar su decoración y ambiente, esto a finales del siglo XIX. Además, con el objetivo de que este lugar fuese un espacio cultural viviente donde se privilegiase la interactividad, la Fundación Charles de Gaulles continuó importantes trabajos de remodelación, los cuales culminaron con la inauguración del museo el 22 de noviembre de 2005. El 13 de septiembre de 2011, el museo fue reconocido con la mención Casa de Ilustres.

## Presentación del edificio
La casa consta de dos partes separadas por un patio-jardín interior: la vivienda familiar y el centro cultural, denominado la "Fábrica de la historia."

## La vivienda familiar

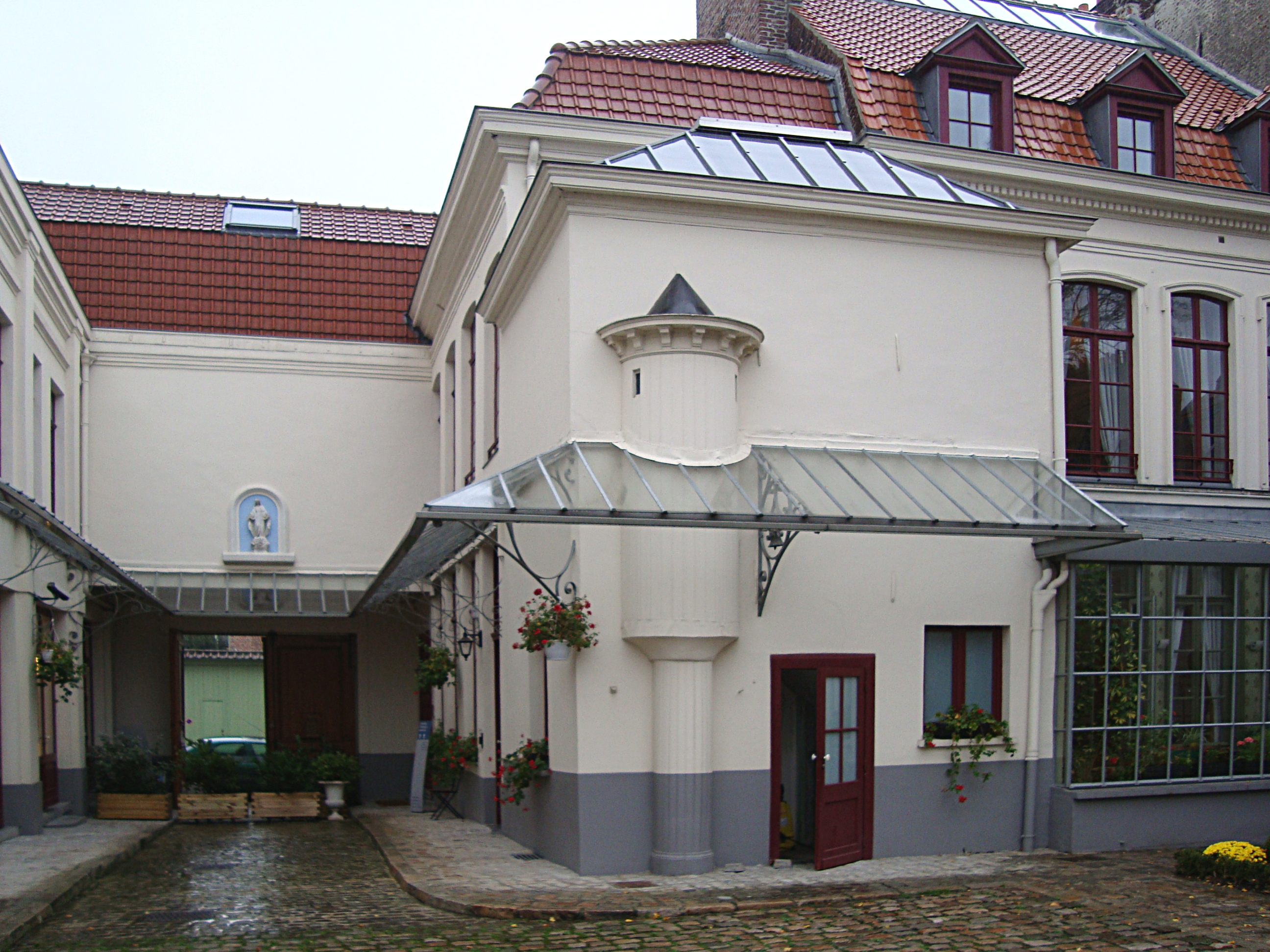
La casa vista desde el interior

Fue renovada en noviembre de 2005 y cada una de sus habitaciones permite a los visitantes sumergirse en la época del nacimiento de Charles de Gaulle a través de los recuerdos familiares, retratos y objetos pertenecientes a sus miembros; como la cuna, el ropón de bautismo, la espada de San Cyrien...
En la planta baja:
- la terraza,
- el comedor,
- la sala,
- el gran salón
- la cocina (que fue sustituida por una mini exposición en Lille a finales del siglo XIX y a principios del XX)

La planta alta[10]
- la recámara del nacimiento
- la habitación de Madame Maillot,
- la habitación de invitados,
- el ático.

### La "fábrica de la historia"

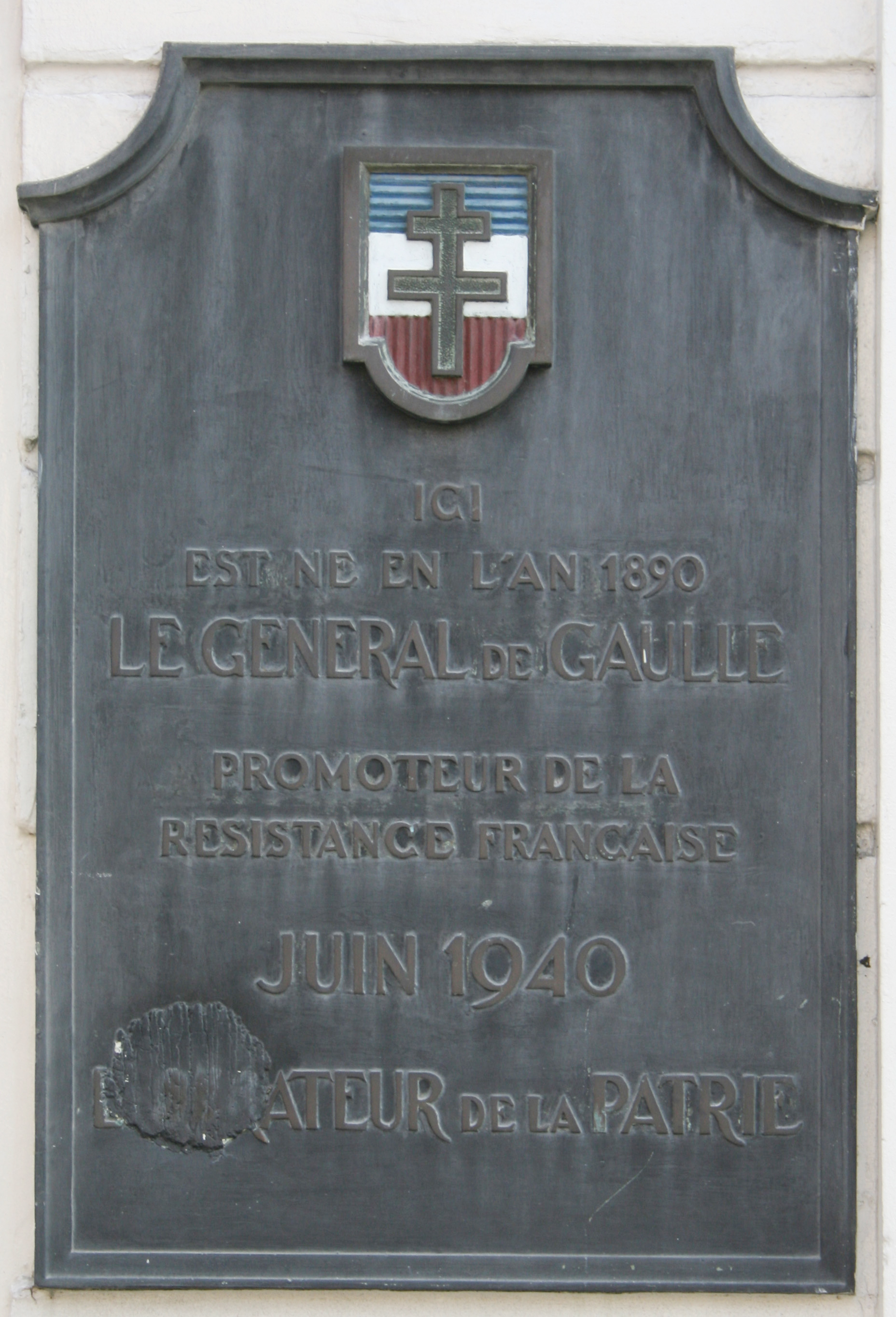
Lápida conmemorativa fijada sobre un muro de la casa natal de Charles de Gaulle

Se trata de la antigua fábrica de tul del abuelo materno de Charles de Gaulle. El taller se convirtió en un centro cultural que comprende:
- una estancia con un fresco histórico que representa las fechas importantes en la vida de Charles de Gaulle a través de terminales multimedia,
- un centro de recursos multimedia: la biblioteca y los ordenadores a disposición del visitante le da acceso a una base de datos que consta de los registros y documentos relacionados con Charles de Gaulle y de la historia del siglo XIX y XX,
- un foro audiovisual versátil: que puede ser ya sea una sala de proyección o una sala de conferencias y de debates.
- un espacio educativo dedicado al público infantil (6/11 años) con mobiliario adecuado para los niños, este lugar favorece el descubrimiento de la historia. Apto para recibir al público escolar, permite a los profesores organizar talleres educativos.